# Подлєсново (Івановська область)
Подлєсново (рос. Подлесново) — присілок в Палехському районі Івановської області Російської Федерації.
Населення становить 0 осіб. Входить до складу муніципального утворення Пановське сільське поселення.

## Історія
Від 2005 року входить до складу муніципального утворення Пановське сільське поселення.

## Населення
| 1859 | 1905 | 2010 |
| ---- | ---- | ---- |
| 67   | ↘22  | ↘0   |